# Ebbs
Ebbs est une commune autrichienne du district de Kufstein dans le Tyrol.